# NBA All-Star Game 1965
L'NBA All-Star Game 1965, svoltosi a St. Louis, vide la vittoria finale della Eastern Division sulla Western Division per 124 a 123.
Jerry Lucas, dei Cincinnati Royals, fu nominato MVP della partita.

## Squadre

### Western Division
| Western Division |                        |     |     |     |     |     |     |     |     |
| Giocatore        | Squadra                | MIN | FGM | FGA | FTM | FTA | RIM | AST | PT  |
| Elgin Baylor     | Los Angeles Lakers     | 27  | 5   | 13  | 8   | 8   | 7   | 0   | 18  |
| Bob Pettit       | St. Louis Hawks        | 34  | 5   | 14  | 3   | 5   | 12  | 0   | 13  |
| Wilt Chamberlain | San Francisco Warriors | 31  | 9   | 15  | 2   | 8   | 16  | 1   | 20  |
| Lenny Wilkens    | St. Louis Hawks        | 20  | 2   | 6   | 4   | 4   | 3   | 3   | 8   |
| Jerry West       | Los Angeles Lakers     | 40  | 8   | 16  | 4   | 6   | 5   | 6   | 20  |
| Nate Thurmond    | San Francisco Warriors | 10  | 0   | 2   | 0   | 0   | 3   | 0   | 0   |
| Walt Bellamy     | Baltimore Bullets      | 17  | 4   | 5   | 4   | 4   | 5   | 1   | 12  |
| Don Ohl          | Baltimore Bullets      | 12  | 0   | 1   | 2   | 2   | 2   | 1   | 2   |
| Gus Johnson      | Baltimore Bullets      | 25  | 7   | 13  | 11  | 13  | 8   | 2   | 25  |
| Terry Dischinger | Detroit Pistons        | 24  | 2   | 8   | 1   | 2   | 5   | 1   | 5   |
| Totale           |                        | 240 | 42  | 93  | 39  | 52  | 66  | 15  | 123 |
| All. Alex Hannum | San Francisco Warriors |     |     |     |     |     |     |     |     |

MIN: minuti. FGM: tiri dal campo riusciti. FGA: tiri dal campo tentati. FTM: tiri liberi riusciti. FTA: tiri liberi tentati. RIM: rimbalzi. AST: assist. PT: punti

### Eastern Division
| Eastern Division  |                    |             |             |             |             |             |             |             |             |
| Giocatore         | Squadra            | MIN         | FGM         | FGA         | FTM         | FTA         | RIM         | AST         | PT          |
| Jerry Lucas       | Cincinnati Royals  | 35          | 12          | 19          | 1           | 1           | 10          | 1           | 25          |
| Lucious Jackson   | Philadelphia 76ers | 15          | 2           | 5           | 1           | 2           | 1           | 1           | 5           |
| Bill Russell      | Boston Celtics     | 33          | 7           | 12          | 3           | 9           | 13          | 5           | 17          |
| Sam Jones         | Boston Celtics     | 24          | 2           | 12          | 2           | 2           | 5           | 3           | 6           |
| Oscar Robertson   | Cincinnati Royals  | 40          | 8           | 18          | 12          | 13          | 6           | 8           | 28          |
| Wayne Embry       | Cincinnati Royals  | 19          | 5           | 10          | 1           | 1           | 4           | 0           | 11          |
| Johnny Green      | New York Knicks    | 17          | 3           | 4           | 2           | 3           | 0           | 0           | 8           |
| Willis Reed       | New York Knicks    | 25          | 3           | 11          | 1           | 2           | 5           | 1           | 7           |
| Hal Greer         | Philadelphia 76ers | 21          | 5           | 11          | 3           | 4           | 4           | 1           | 13          |
| Larry Costello    | Philadelphia 76ers | 11          | 2           | 7           | 0           | 0           | 1           | 2           | 4           |
| Tom Heinsohn      | Boston Celtics     | infortunato | infortunato | infortunato | infortunato | infortunato | infortunato | infortunato | infortunato |
| Totale            |                    | 240         | 49          | 109         | 26          | 37          | 49          | 22          | 124         |
| All. Red Auerbach | Boston Celtics     |             |             |             |             |             |             |             |             |

MIN: minuti. FGM: tiri dal campo riusciti. FGA: tiri dal campo tentati. FTM: tiri liberi riusciti. FTA: tiri liberi tentati. RIM: rimbalzi. AST: assist. PT: punti